# 幻想三國誌4外傳
《幻想三國誌4外傳》是宇峻奧汀開發的電子角色扮演遊戲，在中國大陸由寰宇之星代理發行簡體中文版，分別於2008年7月2日和2009年1月16日在台灣和中國大陸發布。
本作於2009獲得當年度巴哈姆特遊戲大賞的「人氣國產單機遊戲」金賞和「人氣電腦單機遊戲」銀賞。並於2013年榮獲第十屆中國遊戲產業年會(CGIAC) 的「十大最受歡迎的單機遊戲」。

## 資料片
- 本作資料片為名稱為《三界秘聞錄》。
- 本資料片為繁體版攻略本之贈品，但簡體版產品內即包含本資料片。
- 本資料片故事為眾主角小時候的故事，但宸晏無論於資料片或外傳中，皆以童身現身。

## 音樂
遊戲主題曲《彩虹》和片尾曲《思念》皆由洪一平演唱。

## 外部連結
- 幻想三國誌4外傳 官方網站 （页面存档备份，存于）
- 幻想三國誌系列哈啦板 （页面存档备份，存于）
- 幻想三國誌4外傳巴哈姆特相關介紹 （页面存档备份，存于）